# Salix cavaleriei
Salix cavaleriei — вид квіткових рослин із родини вербових (Salicaceae).

## Морфологічна характеристика
Це дерево до 18(25) метрів заввишки; стовбур до 50 см товщини; кора сірувато-бура, борозниста. Гілочки червоно-коричневі, тонкі, спочатку дещо запушені, сірувато-коричневі в дозріванні. Прилистки дельтоподібно-яйцюваті, залозисто-пилчасті; листкова ніжка 6–10 мм, запушена; листкова пластинка широко-ланцетна, еліптично-ланцетна або вузько-еліптична, 4–11 × 2–4 см, абаксіально (низ) зеленувата, адаксіально зелена, обидві поверхні голі в зрілому віці та червонуваті в молодості, край зубчастий, верхівка загострена чи довго загострена, рідко загострена. Чоловіча сережка 30–45 × ≈ 8 мм; жіноча сережка 2–3.5 см. Коробочка яйцеподібна, ≈ 6 мм, гола.

## Середовище проживання
Південно-Центральний і Південно-Східний Китай. Населяє узбережжя річок, вологі узлісся; на висотах 1800–2500 метрів.

## Використання
Дерево збирають з дикої природи для місцевого використання його деревини. Висаджують уздовж насипів, щоб захистити ґрунт від ерозії